# Silvano di Emesa
Silvano (III secolo – Emesa, 311) è stato vescovo di Emesa, subì il martirio ed è considerato santo dalla Chiesa cattolica e da quella ortodossa che lo ricordano il 6 febbraio.

## Agiografia
Le scarse informazioni che si hanno sulla figura del vescovo Silvano, provengono da Eusebio di Cesarea, che nella sua Storia Ecclesiastica, parlando dei capi di Chiese locali che hanno dimostrato l'autenticità della religione con il loro martirio, al tempo di Galerio (293-311), cita “Silvano vescovo della Chiesa dei dintorni di Emesa in Fenicia, che divenne pasto alle belve, con altri, nella stessa Emesa”.
Nel seguito della citazione, Eusebio dice, che erano tre cristiani condannati in pasto alle belve, fra cui un vescovo Silvano, in età molto avanzata, che aveva esercitato il suo episcopato per 40 anni interi e la data del martirio è indicata intorno al 311.
Anche i sinassari bizantini ricordano i tre martiri al 6 febbraio: Silvano vescovo, Luca diacono e Muzio lettore, associandoli a san Giuliano di Emesa, anch'egli ricordato il 6 febbraio, il quale era stato battezzato da loro e che aveva chiesto di morire con essi; Giuliano non morì con i tre martiri, ma qualche mese più tardi.
In Occidente i Martirologi storici medievali, ignorarono Silvano e i suoi compagni; nel secolo XVI Cesare Baronio per influenza dei Sinassari bizantini, introdusse al 6 febbraio, i tre martiri nel suo Martirologio Romano: 

"A Homs in Siria, commemorazione di san Silvano, vescovo, che, dopo aver guidato per quarant'anni quella Chiesa, alla fine, sotto l'imperatore Massimino, gettato alle fiere insieme al diacono Luca e al lettore Mozio, ricevette la palma del martirio."